# Tour 91+1 (vídeo)
Tour 91+1 es el segundo VHS que publicó el grupo de rock de fusión vasco Negu Gorriak.
El vídeo se divide en tres partes: una primera en la que se incluyen imágenes de la gira Gora Herria/Power to the People Tour 91, el videoclip de «Gora Herria» y una tercera cuyo cuerpo central es una grabación del concierto que el grupo ofreció el 30 de mayo de 1992 en el pabellón Anaitasuna de Pamplona durante la gira Tour 91+1.
Las imágenes de la gira del 91 están acompañadas de varias canciones tal y como fueron editadas en Gure Jarrera, es decir, no son tomas en directo. Las pistas de la tercera parte sí que están interpretadas en directo el concierto de Pamplona, que fue calificado como «impresionante». Además, la pista correspondiente a «Gora Herria» corresponde a los conciertos que ofrecieron en Saturraran junto a Mano Negra. De hecho, en el tema aparecen varios miembros de la banda francesa interpretando el tema junto a Negu Gorriak.
Las imágenes fueron incluidas en Negu Gorriak: 1990 - 2001 (Metak, 2005).

## Desarrollo del vídeo

Emblema de la RAF

El vídeo se inicia con «Sarrera» y «Lehenbiziko bala», viéndose imágenes del concierto de Bilbao (en el pabellón de La Casilla), en las que se pueden ver a Xabier Montoia, a Tapia eta Leturia y a Jon Maia. Aparecen los créditos y, mientras se suceden las canciones, hacen lo propio una serie de imágenes del grupo en Gales, Irlanda, Dublín, Londres, Berlín o Viena, en las que se puede ver a la banda en concierto, de viaje en ferry, cargando y montando los escenarios, posando junto a una furgoneta con el emblema de las RAF. Cuando comienza «Bisitari iraultzailea» aparecen imágenes de París, en las que se puede ver a Fermin Muguruza junto a Manu Chao, colaborador de la banda y amigo de sus miembros. En las imágenes del concierto en París se puede ver a Fermin con una camiseta de Mano Negra. Se suceden entonces imágenes de la banda en Roma, junto con sus amigos de la Banda Bassotti. Suena «NG, geurea da garaipena» y aparecen imágenes del concierto en el gaztetxe de Bilbao y del grupo en la carretera, pasando controles de la Guardia Civil. Después se ven imágenes del concierto en Barcelona, junto a Joseba Tapia. El último bloque de imágenes está centrado en la gira que hizo el grupo en Cuba. Se ven imágenes del grupo en las calles de La Habana, una cartel en el que se lee «RockRap con el grupo vasco Invierno Rojo» e imágenes de la TV cubana, en las que se el videoclip de «Radio Rahim» y una entrevista a Fermin. Finalmente se pueden ver imágenes de los conciertos (y a Fermin con una camiseta del Che Guevara) y unas imágenes finales del último concierto de la gira en Bilbao.
El vídeo continúa con el videoclip de «Gora Herria» antes de entrar en el último bloque: la gira Tour 91+1. En este bloque el sonido sí es «en directo», tal y como sonó en el concierto de Pamplona del 30 de mayo. 

## Lista de canciones
1. Gora Herria/Power to the People Tour 91
«Sarrera» («Introducción»)
«Lehenbiziko bala» («La primera bala»)
«Ustelkeria» («Podredumbre»)
«Bisitari iraultzailea» («El visitante revolucionario»)
«NG, geurea da garaipena» («NG, la victoria es nuestra»)
«Buru garbiketa»
«Song number one» («Canción número uno»)
2. «Gora Herria» (videoclip)

3. Tour 91+1
«Beste kolpe bat»
«Apatxe gaua» («Noche apache»)
«Ez dezagun sal» («No vendamos más»)
«Zipaioen matxinada» («La revuelta de los cipayos»)
«Begipuntuaren xedea» («El objetivo del punto de mira»)
«Gaberako aterbea» («Refugio nocturno») - (fragmento)
«Beste kolpe bat» («Un golpe más»)
«Seinalea» («La señal»)
«B.S.O.»
México
«Irakatsitako Historia» («La historia que nos enseñaron»)
«Azkena» («La última») - (fragmento)
«Lehenbiziko bala» («La primera bala»)
BBC News
«Gora Herria» («Viva el Pueblo»)

## Personal
- Fermin Muguruza: voz.
- Iñigo Muguruza: guitarra.
- Kaki Arkarazo: guitarra.
- Mikel «Anestesia»: bajo
- Mikel «BAP!!»: batería
- Manolo Gil: dirección y realización.

### Otros músicos
- Manu Chao: voz en «Gora Herria».
- Antoine Chao: trompeta en «Gora Herria».
- Phil Teboule «Garbancito»: percusiones en «Gora Herria».
- Tom Darnal: teclados en «Gora Herria».
- Pierre Gauthe: trombón en «Gora Herria».